# Лінійні кораблі класу «Літторіо»

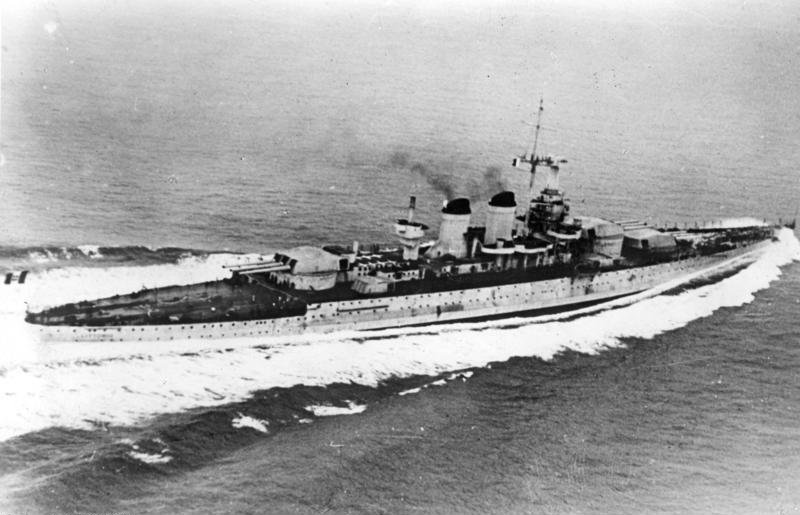
«Літторіо» під час випробувань, 1937

Тип «Літторіо», іноді також називають тип «Вітторіо Венето»  - тип  лінкорів Королівських ВМС Італії. Він складався з чотирьох кораблів: Littorio, Vittorio Veneto, Roma та Impero. Але добудовані були лише перші три корблі, у період 1934 and 1942 роками. Це були найсучасніші лінкори Італії під час Другої світової війни. Їх сконструювали у відповідь на появу французьких лінкорів типу «Дюнкерк».  Італійські лінкори були озброєні 381 міліметровими гарматами та розвивали макимальну швидкість у  30 вузлів. Конструкція типу оцінювалася ВМС Іспанії, але початок Другої світової скасував відповідні плани.
Перші два укораблі, Littorio та Vittorio Veneto, увійшли до складу флоту у перші місяці участі Італії у Другій світовій війні. Вон сформували основу італійського флоду і здійснили кілька виходів у Середиземне море для перехоплень британських конвоїв, хоча без значних успіхів. Обидва кораблі кілька разів вражали торпеди впродовж їх служби: Littorio був вражений торпедою під час рейду на Таранто у листопаді 1940 року та знову у червні 1942 року,  Vittorio Veneto був торпедований під час битви при мисі Матапан у березні 1941 року та під час ескортування  конвою до північної Африки у вересні 1941 року. Roma увійшов до складу флоту у червні 1942. Проте всі три новітніхї лінкори залишалися неактивними на стоянці у Ла-Спеція до червня 1943, коли всі три були пошкоджені серією повітряних ударів авіації союзників по гавані.
У серпні 1943 року Італія капітулювала та уклала пермир'я з союзниками. Littorio був перейменований на Italia. Всі три лінійні кораблі мали перейти на Мальту перед інтернуванням у Александрії. На шляху до Мальти німецькі бомбардувальники атакували італійський флот радіокерованими бомбами Fritz X, пошкодивши Italia та потопивши Roma. Тим не менш, Italia та Vittorio Veneto прибули на мальту та були інтерновані. Недобудований Impero був захоплений німцями та використовувався як мішень, поки не був потоплений американськими бомбардувальниками у 1945 році. Italia та Vittorio Veneto були передані, відповідно, США та Великій Британії як військові трофеї. Italia, Vittorio Veneto, та Impero були розібрані на метал у період між 1952 та 1954 роками.